# Exílio galego
Entende-se por "exílio galego" comummente o protagonizado por aqueles galegos que, desde o início da Guerra Civil Espanhola, se exilaram por motivos políticos. O fenómeno do exílio galego, também conhecido com o nome de "exílio galego de 1936", já que nele se inserem maioritariamente as pessoas exiladas entre o início e o fim da guerra, também abrange os exilados nas décadas de 1940, 1950 e nos anos 1960-1975. Até 2001 têm-se contabilizado 2 141 galegos e galegas no exílio.

## Tipologias do exílio galego[1]
É habitual estabelecer uma tipologia do exílio baseada no decorrer cronológico. Neste caso, há dous grandes momentos, que se produzem entre julho e agosto de 1936 (justo após a sublevação de Francisco Franco) e entre setembro de 1938 e abril de 1939, quando o modo como avança a guerra faz pressagiar a vitória dos sublevados. Porém, é possível ainda realizar uma distinção com base nos itinerários.
Nos primeiros meses, levando em conta que na Galiza não houve confronto bélico, mas apenas repressão desde o início, o exílio galego está protagonizado pelos denominados "fugidos". São pessoas de perfil político, comprometido com os ideais da Segunda República espanhola e da esquerda, que se desprazam por via marítima ou atravessando as amplas zonas de floresta até chegarem a território controlado pelo regime democrático, onde se incorporam ao exército e às colunas de milicianos que fazem parte das forças republicanas. Após a queda de Catalunha e com o fim da guerra, esses "fugidos" seguiram o caminho dos exilados do resto do Estado espanhol. Outro grupo de pessoas "fugidas", porém, jamais alcançou o território republicano e sobreviveu na floresta até durante anos, em ocasiões fazendo parte da guerrilha que após a vitória de Franco tentou destruir o novo regime ditatorial.
Outro grupo de exilados abandonou Galiza pela via marítima nos primeiros momentos da guerra. Ao contrário do grupo já referido, o destino não era o território republicano, mas diversos portos da França, da Inglaterra e de Portugal. Segundo distintos cálculos foram 40 barcos os que saíram de portos como Corunha, Muros, Noia, A Pobra do Caramiñal, Malpica de Bergantiños, Cariño, Ferrol ou Ares.
Outros fugiram para Portugal pela via terrestre, com perigo de serem detidos pela Guarda de Fronteiras e pelo PVDE salazarista. Neste caso, o sucesso da fugida dependia largamente dos contatos que os fugidos tivessem a sul do rio Minho, e inclusive dos contatos com o contrabando que existia amplamente na fronteira luso-galega. Porém, o regime salazarista, afim à sublevação militar no Estado espanhol, fazia com que o maior número de exilados embarcassem logo com destino à França e à América.
Finalmente, dá-se o fenómeno do exílio galego que, no momento da sublevação, se encontrava fora do território galego por motivos diversos (políticos, estudantes e intelectuais, emigrantes temporários ou permanentes, etc.). Neste caso, após a queda da Catalunha seguiram o caminho do exílio republicano espanhol, fugindo para a França, de onde partiam com rumo a América ou eram internados em campos de concentração que, após a invasão nazista do território francês, passaria a controlar o III Reich.
Quanto aos que não fugiram no primeiro momento, houve várias opções. Em primeiro lugar, o alistamento no exército franquista. Em segundo lugar, a fugida para o monte motivada por denúncias políticas, inclusive no pós-guerra, que terminava geralmente com a organização de pequenos grupos guerrilheiros de atividade constante embora reduzida. Em terceiro lugar, a saída com status legal de "emigrante" desde março de 1946, nomeadamente nos casos de reagrupamento familiar ou por denúncias políticas no pós-guerra.

## Destinos do exílio galego
O exílio galego dirigiu-se principalmente para a América, devido principalmente à presença de uma numerosa colónia galega desde o início do século XX. Porém, a acolhida nos diferentes estados americanos foi muito diversa, levando em conta a hostilidade no continente americano contra os refugiados políticos, derivada da Guerra Civil espanhola e da Segunda Guerra Mundial. A instauração de regimes autoritários em países como Guatemala, Nicarágua, Honduras ou El Salvador fez com que estes países se opusessem claramente a acolher este tipo de imigrantes. Ao contrário, a posição política do presidente Lázaro Cárdenas tornou o México no principal destino do exílio galego. Para a entrada noutros países foi fundamental a presença de uma colónia galega prévia à Guerra Civil espanhola, que por diversas vias burocráticas podia completar processos de reagrupamento familiar.

## Política no exílio
A política do exílio esteve marcada pela divisão entre as distintas forças políticas que, no caso galego, afetou mesmo à estratégia do nacionalismo galego e à reivindicação do Estatuto de Autonomia da Galiza de 1936. Em geral, os galegos exilados estavam ligados politicamente á frente galeguista (nacionalista) ou às comissões galegas dos partidos comunistas, como a Comisión Gallega del Partido Comunista de España no México, com o papel de Luís Soto, e anarquistas, como a Confederación Regional Galaica, que continuou a agir clandestinamente no Estado espanhol e publicamente no exílio.
Quanto ao nacionalismo galego, o processo principal foi a formação de organismos unitários como a Aliança Nacional Galega, fundada em 6 de dezembro no México por representantes da UGT e da CNT, republicanos, galeguistas e socialistas, que defendia a restauração da República e o Estatuto de Autonomia da Galiza – que reconhecia desde o seu preâmbulo a condição nacional da Galiza. Porém, a realidade deste organismo foi a sua divisão interna, agravada após a fundação do Conselho da Galiza em 1944, que se constituía como governo autónomo galego em função do Estatuto de Autonomia (aprovado pela cidadania galega em referendo, mas jamais aprovado pelas Cortes espanholas). A ANG recusava a mesma constituição do Conselho da Galiza, bem como o pacto de Galeuzca e a representatividade de Castelao, Antón Alonso Ríos, Elpidio Villaverde e Ramón Suárez Picallo. O Partido Galeguista no exílio também se integrou na Alianza Nacional de Fuerzas Democráticas (ANFD) constituída em Madrid em 1944 junto com a CNT, o PSOE, a UGT e a Federación Agraria.

### Participação galega no governo espanhol no exílio
Em grande medida, a não aprovação pelas Cortes espanholas do Estatuto de Autonomia da Galiza e a urgência inerente ao funcionamento de um governo no exílio fizeram com que a política do nacionalismo galego estivesse largamente vinculada com o processo político do exílio espanhol. En 1945, após ter-se oposto ao governo de José Giral, o Partido Comunista da Espanha repensa a sua estratégia de alianças e, para ingressar naquele governo, dissolve a Unión Nacional Española (UNE) e a Frente Libertadora Galega (grupo integrado na UNE), criando o Bloco Republicano Nacional Galego (BRNG) com as figuras de Henrique Líster e Manuel Portela Valladares, que se convertia no seu candidato para um ministério no governo estatal no exílio. Frente ao BRNG, a Junta Galega de Aliança Democrática (JGAD) e os nacionalistas galegos na América candidataram Castelao como ministro. Conversas entre Ramón Piñeiro pela JGAD e Líster pelo BRNG terminaram com Giral a anunciar Castelao como ministro, com o apoio da CNT, do nacionalismo catalão e do nacionalismo basco.

## Cultura no exílio

### Literatura galega do exílio
Embora a língua castelhana tivesse naquela altura uma determinada presença na Galiza (que depois seria muito alargada com a política cultural e linguística do regime franquista), um dos principais problemas dos exilados galegos na sua chegada aos diferentes países americanos foi o idioma. Ainda, uma grande parte da diáspora que já morava naqueles países tinha adotado o castelhano como idioma das suas relações sociais e pessoais. Luís Seoane, por exemplo, não apenas editou autores galegos, como também aqueles galegos que, como Concepción Arenal, escreveram em espanhol. Contudo, no exílio foram publicadas numerosas obras em galego impublicáveis na Galiza. Entre elas destacam-se Sempre en Galiza de Castelao, A Esmorga de Eduardo Blanco Amor, editados ambos em Buenos Aires, onde também se organizou a "Mostra do livro galego" de 1948 e onde surgiram diversas companhias teatrais em galego. Na produção cultural galega no exílio destacará a criação poética, nomeadamente de novo em Buenos Aires, onde moravam Luís Seoane, Emilio Pita ou Lorenzo Varela.